# Fate Marable
Fate Marable (Paducah, Kentucky, 2 de diciembre de 1890 – 16 de enero de 1947) fue un pianista y director de orquesta estadounidense de hot jazz.
Empezó a tocar en los riverboat que viajaban entre New Orleans, Louisiana y Minneapolis, Minnesota, por el río Mississipi. Conocedor de los nuevos sonidos de "jazz" que habían empezado a tocar los músicos de New Orleans, Marable reclutaba expresamente a músicos de esa ciudad.
Los músicos de sus bandas tenían que saber tocar una amplia variedad de estilos musicales, tanto de oído como de partituras, y aunque Marable era un director de orquesta exigente, permitía a sus músicos desarrollar sus habilidades individuales, como en el caso de Louis Armstrong, cuyo don para improvisar fue fomentado por Marable. Además de Armstrong, muchos músicos que más tarde serían grandes figuras del jazz comenzaron en la banda de Marable, incluyendo Red Allen, Baby Dodds, Johnny Dodds, Narvin Kimball, Pops Foster, Al Morgan, Gene Sedric, Jimmy Blanton, Earl Bostic y Zutty Singleton.